# Nedre Kanaltjärnen
Nedre Kanaltjärnen är en sjö i Piteå kommun i Norrbotten och ingår i Åbyälvens huvudavrinningsområde. Nedre Kanaltjärnen ligger i Åbyälven Natura 2000-område.